# Euonymus fortunei
Euonymus fortunei är en benvedsväxtart som först beskrevs av Nicolai Stepanowitsch Turczaninow, och fick sitt nu gällande namn av Hand.-mazz. Euonymus fortunei ingår i släktet Euonymus och familjen Celastraceae.

## Underarter
Arten delas in i följande underarter:
- E. f. radicans
- E. f. villosus

## Bildgalleri

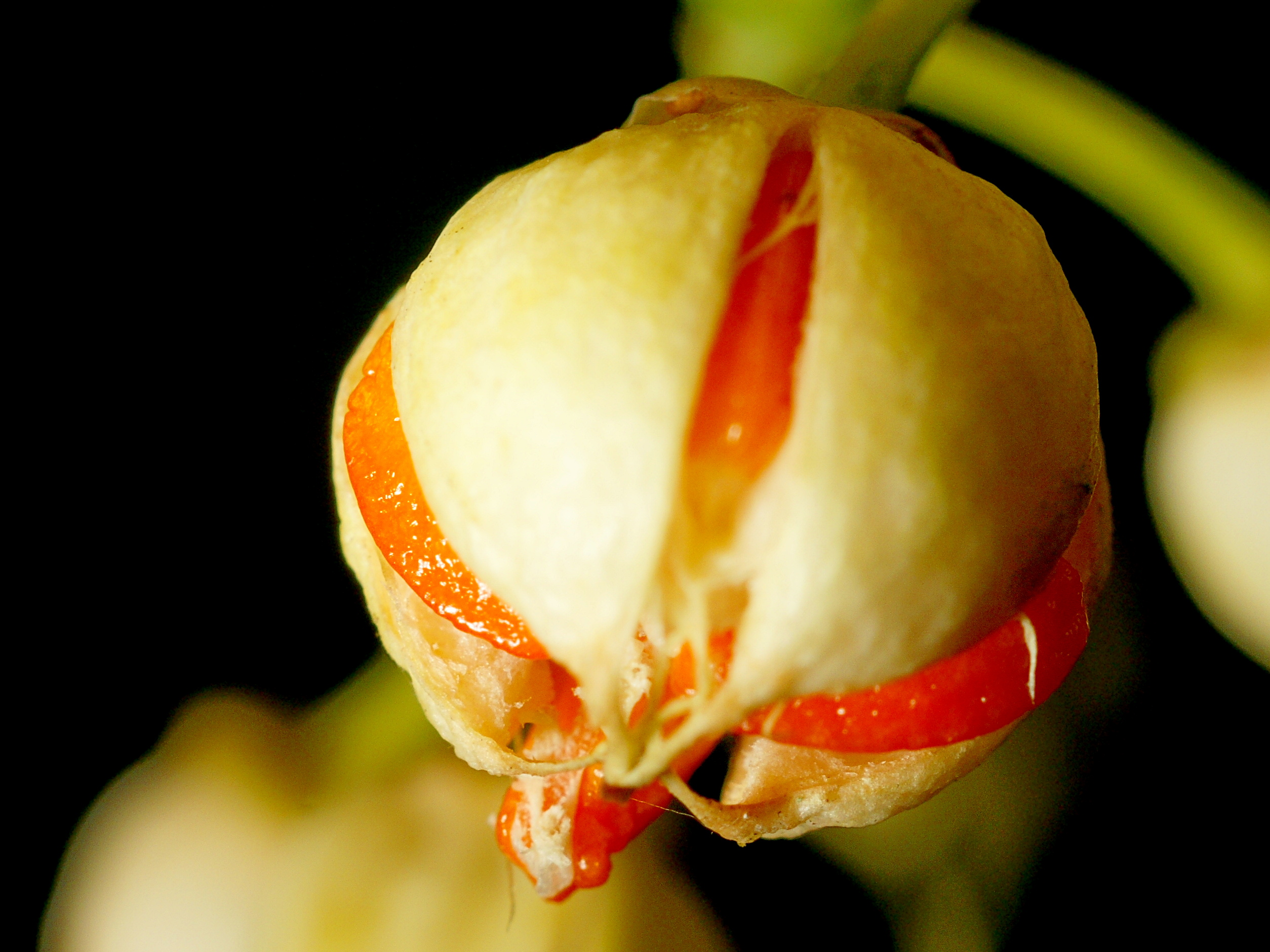
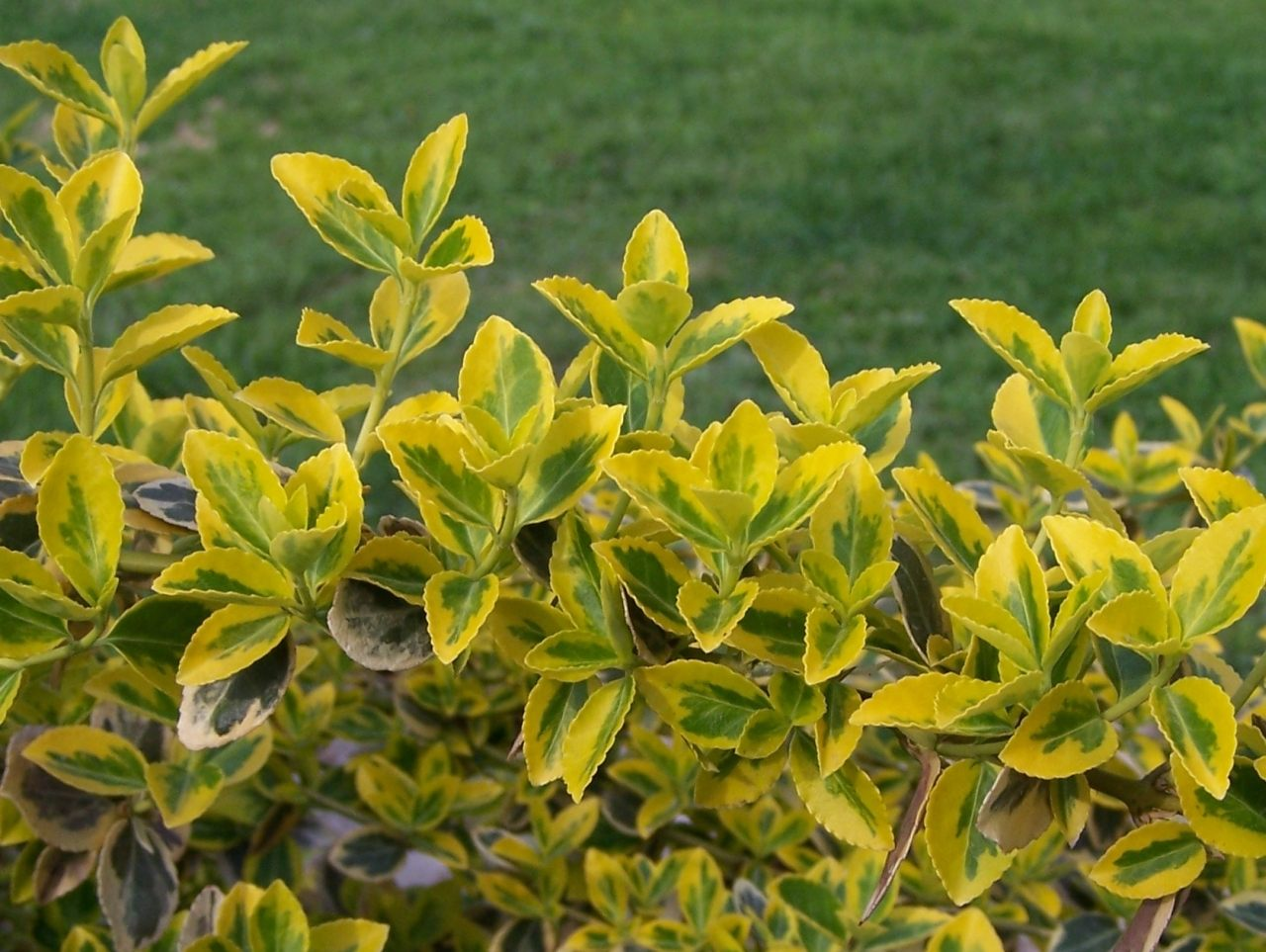
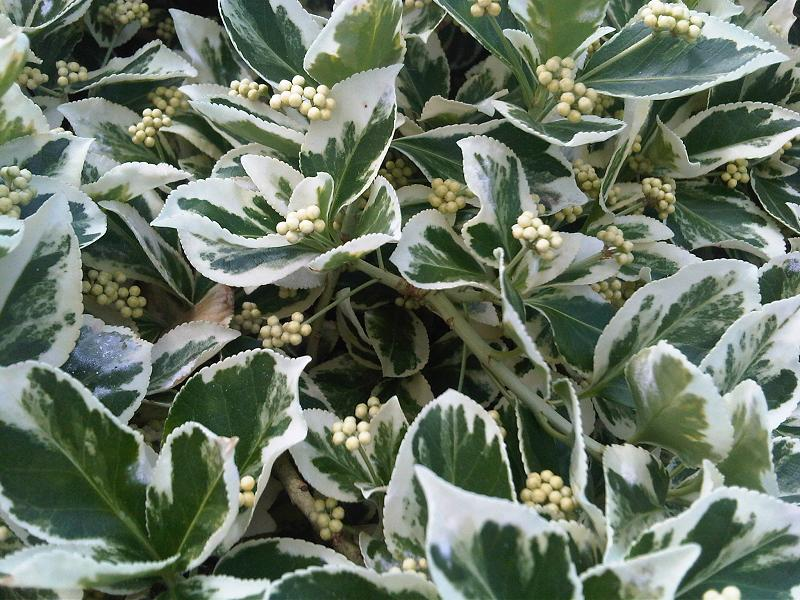